# Tanguy Ndombele
Tanguy Ndombele Alvaro (født d. 28. december 1996) er en fransk professionel fodboldspiller, som spiller for Tottenham Hotspur, og Frankrigs landshold.

## Baggrund
Ndombele er født i Frankrig til forældre fra DR Congo.

## Klubkarriere

### Amiens
Ndombele begyndte sin karriere hos Amiens SC, hvor at han efter en succesfuld prøveperiode, begyndte at spille for deres reservehold i 2014. Han fik sin chance på førsteholdet, da han gjorde sin professionelle debut i 2016.

### Lyon
Ndombele skiftede i august 2017 til Olympique Lyon på en lejeaftale med en købsoption. Han imponerede med det samme, og trods hans unge alder, blev en fast mand på førsteholdet.

### Tottenham Hotspur
Ndombele skiftede i juli 2019 til Tottenham Hotspur i en aftale som gjorde ham på tidspunktet til klubbens dyreste transfer nogensinde. Skiftet var dog ikke en succes fra starten, da han ikke imponerede på banen, og havde problemer med træner José Mourinho, som resulterede i reduceret spilletid. Denne konflikt med Mourinho blev dog løst i løbet af sæsonen, og Ndombele vendte tilbage som en fast mand på holdet.

#### Lejeaftaler
Problemer med at holde sin fitness og ny træner Antonio Conte resulterede i markant reduceret spilletid i 2021-22 sæsonen, og i januar 2022 blev han lejet tilbage til Lyon for resten af sæsonen. Som del af aftalen var en købsoption, men Lyon valgte imod at bruge den.
Han blev i august 2022 igen udlejet, denne gang til Napoli. Som del af aftalen er det også en købsoption.

## Landsholdskarriere

### Ungdomslandshold
Ndombele har repræsenteret Frankrig på U/21-niveau.

### Seniorlandshold
Ndombele debuterede for Frankrigs landshold den 11. oktober 2018.

## Titler
Individuelle
- UNFP Ligue 1 Årets hold: 1 (2018-19)
- UEFA Champions League Sæsonens hold: 1 (2018-19)